# Yves Abel
Yves Abel (sinh năm 1963) là một nhạc trưởng người Canada với trọng tâm chủ yếu là chỉ huy dàn nhạc opera Ý và Pháp. Ông đã chỉ huy các nhà hát opera lớn ở Châu Âu và Hoa Kỳ. Ông là người sáng lập và là nhạc trưởng chỉ huy của Opéra Français de New York, là nơi tập trung biểu diễn các vở opera hiếm khi được trình diễn của Pháp. Ông cũng là chỉ huy trưởng của Dàn nhạc giao hưởng Nordwestdeutsche, một vị trí mà ông đã đảm nhiệm từ năm 2015.

## Sự nghiệp
Abel sinh ra ở Toronto, Ontario, cha mẹ đều là người gốc Pháp. Ông đã ra mắt công chúng với tư cách chuyên nghiệp khi còn là một cậu bé, khi  hát solo bài Cây sáo thần của Mozart tại Công ty Opera Canada. Ông học piano và chỉ huy tại Trường Âm nhạc Mới của Đại học Mannes ở Thành phố New York.
Ông là nhạc trưởng chính với tư cách là khách của Nhà hát Opera Deutsche Oper Berlin từ năm 2005 đến năm 2011. Ông đã chỉ huy vở Carmen  của Bizet và Il barbiere di Siviglia của Rossini tại Nhà hát Opera Metropolitan ở thành phố New York, cũng như vở L'elisir d'amore của Donizetti tại Nhà hát Opera bang Viên, vở Simon Boccanegra và Un ballo in maschera của Verdi,  Madama Butterfly của Puccini và  L'italiana in Algeri của Rossini cũng tại Nhà hát Opera bang Viên, vở Don Pasquale của Donizetti và Dialogues des Carmélites của Poulenc tại Deutsche Oper Berlin, vở Faust của Gounod tại nhà hát Paris Opera, vở La fille du régiment của Donizetti ở La Scala, Milan, và vở Hamlet của Abroise Thomas tại nhà hát Opera San Francisco. Ông cũng đã làm nhạc trưởng tại Nhà hát Opera Lyric của Chicago, Nhà hát Opera Quốc gia Hà Lan ở Amsterdam, ở Bilbao và Lisbon, và tại Nhà hát Opera Quốc gia xứ Wales, cũng như tại các Lễ hội Glyndebourne và Lễ hội Pesaro. Abel cũng chỉ huy tại Liceu ở Barcelona, lần đầu tiên là vở Roberto Devereux của Donizetti vào năm 2004, sau đó là vở Madama Butterfly vào năm 2005 và La fille du régiment vào năm 2009. Anh cũng làm nhạc trưởng vở I Capuleti e i Montecchi của Bellini tại Nhà hát Opera bang Bavaria, La Traviata của Verdi (2010) và La Fille du Regiment ở Nhà hát opera Hoàng gia tại London, và Madama Butterfly tại Nhà hát Quốc gia mới Tokyo.
Năm 1988, Abel thành lập công ty Opéra Français de New York, trong đó tập trung trình diễn các vở opera ít khi được biểu diễn của Pháp. Với tư cách giám đốc của chính dàn nhạc công ty, ông cũng đã chỉ huy trong buổi ra mắt thế giới bằng nhạc phẩm To be sung của Pascal Dusapin.
Kể từ năm 2015, Abel là chỉ huy trưởng của Nordwestdeutsche Philharmonie, trong đó hợp đồng ban đầu ba năm của ông được gia hạn đến năm 2020.

## Giải thưởng
Năm 2009, chính phủ Pháp bổ nhiệm ông là Hiệp sĩ trong huân chương Văn học Nghệ thuật Pháp. Năm 2017, Abel đã nhận được Giải thưởng Hồng ngọc từ Opera Canada, và ông nhận được chức vụ để biểu diễn opera ở Canada.